# Jiří Strach
 Jiří Strach (ur. 29 października 1973 w Pradze) – czeski  reżyser i aktor.
W 1999 roku ukończył reżyserię na Wydziale Filmowym i Telewizyjnym Akademii Sztuk Scenicznych w Pradze.

## Filmografia
- 1997: Lotrando a Zubejda
- 2002: Zapach wanilii
- 2005: Anioł Pański
- 2008: BrainStorm
- 2012: Šťastný smolař
- 2012: Stara miłość nie rdzewieje
- 2016: Anioł Pański 2